# Guaraciaba d'Oeste
Guaraciaba d'Oeste é um bairro rural e foi um distrito do município brasileiro de Tupi Paulista, no interior do estado de São Paulo.

## História

### Formação administrativa
- Distrito criado pela Lei n° 2.456 de 30/12/1953, com sede no povoado de Guaraciaba e terras desmembradas do distrito sede de Tupi Paulista[2][3].
- Pela Lei n° 5.285 de 18/02/1959 perdeu terras para o município de Nova Guataporanga[4].
- Através de lei municipal o distrito foi extinto.

## Geografia

### Demografia

#### População urbana
| Crescimento população urbana | Crescimento população urbana | Crescimento população urbana | Crescimento população urbana |
| Censo                        | Pop.                         |                              | %±                           |
| ---------------------------- | ---------------------------- | ---------------------------- | ---------------------------- |
| 1960                         | 233                          |                              | —                            |
| 1970                         | 61                           |                              | −73,8%                       |
| 1980                         | 0                            |                              | −100,0%                      |
| 1991                         | 0                            |                              | —                            |
| 2000                         | 0                            |                              | —                            |
| 2010                         | 0                            |                              | —                            |
| Fonte: IBGE e Fundação SEADE |                              |                              |                              |

#### População total
Pela Contagem da População 1996 (IBGE), quando Guaraciaba d'Oeste ainda era distrito, a população total era de 270 habitantes.
No Censo 2010 (IBGE) o bairro não tinha seu perímetro delimitado pelo IBGE, com este apenas fazendo parte de setores rurais. Assim a população rural do seu entorno era de 249 habitantes.

## Serviços públicos

### Registro civil
O Cartório de Registro Civil das Pessoas Naturais do distrito foi extinto pela Resolução nº 1 de 29/12/1971 do Tribunal de Justiça do Estado de São Paulo, e seu acervo foi recolhido ao cartório do distrito sede do município.